# Kanton Changé
Der Kanton Changé  ist seit 2015 ein französischer Wahlkreis im Arrondissement Le Mans, im Département Sarthe und in der Region Pays de la Loire; sein Hauptort ist Changé.

## Gemeinden
Der Kanton besteht aus acht Gemeinden mit insgesamt 29.661 Einwohnern (Stand: 1. Januar 2022) auf einer Gesamtfläche von 232,24 km²:
| Gemeinde             | Einwohner 1. Januar 2022 | Fläche km² | Dichte Einw./km² | Code INSEE | Postleitzahl |
| -------------------- | ------------------------ | ---------- | ---------------- | ---------- | ------------ |
| Brette-les-Pins      | 2.127                    | 14,51      | 147              | 72047      | 72250        |
| Challes              | 1.161                    | 25,83      | 45               | 72053      | 72250        |
| Champagné            | 3.680                    | 13,94      | 264              | 72054      | 72470        |
| Changé               | 6.803                    | 35,06      | 194              | 72058      | 72560        |
| Parigné-l’Évêque     | 5.367                    | 63,40      | 85               | 72231      | 72250        |
| Saint-Mars-d’Outillé | 2.471                    | 38,04      | 65               | 72299      | 72220        |
| Sargé-lès-le-Mans    | 3.865                    | 13,85      | 279              | 72328      | 72190        |
| Yvré-l’Évêque        | 4.187                    | 27,61      | 152              | 72386      | 72530        |
| Kanton Changé        | 29.661                   | 232,24     | 128              | 7202       | –            |